# Xã Fargo, Quận Cass, Bắc Dakota
Xã Fargo (tiếng Anh: Fargo Township) là một xã thuộc quận Cass, tiểu bang Bắc Dakota, Hoa Kỳ. Năm 2010, dân số của xã này là 4 người.